# Stuttgarts sexdagars

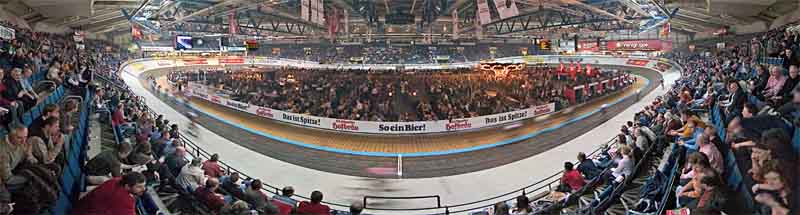
Extremt vidvinkelfoto av Hanns-Martin-Schleyer-Halle under Stuttgarts sexdagars 2006.

Stuttgarts sexdagars var ett tyskt sexdagarslopp i bancykling som avhölls i Stuttgart. Första upplagan hölls från den 2 till 8 februari 1928 i Stuttgarter Stadthalle, och hölls därefter varje vinter (sexdagarssäsongen gick från höst till vår), men 1934 förbjöd den tyska nazistregimen sexdagarslopp och tävlingen tvingades upphöra. Det dröjde sedan till 1984 innan loppet togs upp igen och det därefter årligen under den tredje januariveckan i Hanns-Martin-Schleyer-Halle (som stod klar i september 1983). Sista upplagan kördes den 17 till 22 januari 2008.
Flest segrar, sex stycken, har tyske Andreas Kappes.

## Podieplaceringar
| År             | Vinnare                           | Tvåa                                | Trea                                 |
| 1928 jan.      | Theo Frankenstein Piet van Kempen | Erich Junge Willy Rieger            | Henri Duray Victor Standaert         |
| 1929 jan./feb. | Emil Richli Pietro Linari         | Paul Buschenhagen Theo Frankenstein | Erich Junge Max Skupinski            |
| 1929 nov.      | Paul Buschenhagen Piet van Kempen | Max Skupinski Jan Pijnenburg        | Hans Bragard Albert Meyer            |
| 1930           | ej avhållet                       | ej avhållet                         | ej avhållet                          |
| 1931 feb.      | Fritz Preuss Paul Resiger         | Willy Funda Kurt Krüger             | Lothar Ehmer Oskar Tietz             |
| 1931 nov.      | Gottfried Hürtgen Viktor Rausch   | Paul Buschenhagen Emil Richli       | Adolphe Charlier Roger De Neef       |
| 1932           | ej avhållet                       | ej avhållet                         | ej avhållet                          |
| 1933 feb.      | Jan Pijnenburg Emil Richli        | Gustav Kilian Hans Putzfeld         | Fritz Preuss Oskar Tietz             |
| 1934- 1983     | ej avhållet                       | ej avhållet                         | ej avhållet                          |
| 1984           | Gregor Braun Gert Frank           | Josef Kristen Horst Schütz          | Albert Fritz Roman Hermann           |
| 1985           | Josef Kristen Henry Rinklin       | Albert Fritz Dietrich Thurau        | Gert Frank Michael Marcussen         |
| 1986           | Gert Frank Rene Pijnen            | Josef Kristen Dietrich Thurau       | Danny Clark Anthony Doyle            |
| 1987           | Roman Hermann Josef Kristen       | Francesco Moser Anthony Doyle       | Danny Clark Dietrich Thurau          |
| 1988           | Roman Hermann Dietrich Thurau     | Danny Clark Anthony Doyle           | Volker Diehl Roland Günther          |
| 1989           | Danny Clark Uwe Bolten            | Rolf Gölz Roman Hermann             | Dietrich Thurau Stan Tourné          |
| 1990           | Volker Diehl Etienne De Wilde     | Urs Freuler Hansrüdi Märki          | Pierangelo Bincoletto Guido Bontempi |
| 1991           | Andreas Kappes Etienne De Wilde   | Jens Veggerby Stan Tourné           | Danny Clark Roland Günther           |
| 1992           | Pierangelo Bincoletto Danny Clark | Jens Veggerby Stan Tourné           | Andreas Kappes Etienne De Wilde      |
| 1993           | Andreas Kappes Etienne De Wilde   | Pierangelo Bincoletto Danny Clark   | Konstantin Chrabtsov Peter Pieters   |

| År   | Vinnare                                        | Tvåa                                               | Trea                                                |
| 1994 | Jens Veggerby Etienne De Wilde                 | Kurt Betschart Bruno Risi                          | Andreas Kappes Danny Clark                          |
| 1995 | Danny Clark Etienne De Wilde                   | Kurt Betschart Bruno Risi                          | Jimmi Madsen Jens Veggerby                          |
| 1996 | Jimmi Madsen Jens Veggerby                     | Kurt Betschart Bruno Risi                          | Danny Clark Gerd Dörich                             |
| 1997 | Andreas Kappes Carsten Wolf                    | Kurt Betschart Bruno Risi                          | Danny Clark Matthew Gilmore                         |
| 1998 | Kurt Betschart Bruno Risi                      | Andreas Kappes Adriano Baffi                       | Silvio Martinello Marco Villa                       |
| 1999 | Andreas Kappes Adriano Baffi                   | Tayeb Braikia Jimmi Madsen                         | Silvio Martinello Marco Villa                       |
| 2000 | Andreas Kappes Silvio Martinello               | Adriano Baffi Marco Villa                          | Gerd Dörich Erik Weispfennig                        |
| 2001 | Marco Villa Silvio Martinello                  | Andreas Kappes Gerd Dörich                         | Matthew Gilmore Scott McGrory                       |
| 2002 | Kurt Betschart Bruno Risi                      | Matthew Gilmore Scott McGrory                      | Andreas Beikirch Gerd Dörich                        |
| 2003 | Matthew Gilmore Scott McGrory                  | Andreas Beikirch Andreas Kappes                    | Jens Lehmann Gerd Dörich                            |
| 2004 | Andreas Beikirch Gerd Dörich Andreas Kappes    | Kurt Betschart Franco Marvulli Bruno Risi          | Matthew Gilmore Marty Nothstein Jean-Pierre Van Zyl |
| 2005 | Kurt Betschart Franco Marvulli Bruno Risi      | Andreas Beikirch Gerd Dörich Andreas Kappes        | Alexander Aeschbach Leif Lampater Marco Villa       |
| 2006 | Robert Bartko Guido Fulst Leif Lampater        | Kurt Betschart Franco Marvulli Alexander Aeschbach | Matthew Gilmore Iljo Keisse Marco Villa             |
| 2007 | Bruno Risi Franco Marvulli Alexander Aeschbach | Robert Bartko Guido Fulst Leif Lampater            | Olaf Pollack Peter Schep Danny Stam                 |
| 2008 | Robert Bartko Iljo Keisse Leif Lampater        | Bruno Risi Guido Fulst Alexander Aeschbach         | Andreas Beikirch Gerd Dörich Erik Mohs              |